# Door/Hot Stuff
「Door／Hot Stuff」（ドアー／ホット スタッフ）は、JUJUの26枚目のシングル。2014年2月19日にソニー・ミュージックアソシエイテッドレコーズから発売された。

## 概要
- デビュー10周年を目前に控えた今作は、約1年8か月ぶりに初回生産限定盤と通常盤の2形態でのリリース。
- 初回生産限定盤はCDとDVDの2枚組。
- 付属のDVDには、2013年10月10日の『JUJUの日』に行い、フルオーケストと共演したクラシックコンサート『JUJU PREMIUM CLASSIC CONCERT 2013』のライブ映像から4曲を収録した。
- また、初回生産限定盤と通常盤の初回仕様には、4月からスタートする10周年全国ホールツアー『10th Anniversary Act＃01 JUJU HALL TOUR 2014 ～DOOR～』のライブ会場限定スペシャルグッズ引換券と3月5日発売のオリジナルアルバム『DOOR』とのＷ購入者特典応募券を封入。
- 「Door」は天海祐希主演ドラマ『緊急取調室』主題歌、「Hot Stuff」は水原希子が出演する資生堂『MAQuillAGE』CMソング。

## 収録曲
DISC 1
1. Door
  - 作詞：松井五郎 / 作曲：川口大輔 / 編曲：本間昭光

テレビ朝日系木曜ドラマ『緊急取調室』主題歌
2. Hot Stuff
  - 作詞：JUJU、玉井健二 / 作曲：玉井健二、南田健吾 / 編曲：玉井健二、百田留衣

資生堂『MAQuillAGE』CMソング
3. Viva La Vida
  - 作詞・作曲：Christopher A. J. Martin、Guy Rupert Berryman、Jonathan Mark Buckland、William Champion / 編曲：松浦晃久

コールドプレイの2008年のアルバム曲のカバー。
4. Door -Instrumental-
5. Hot Stuff -Instrumental-

DISC 2（初回生産限定盤DVD）
- いずれも『JUJU PREMIUM CLASSIC CONCERT 2013』よりライブ映像を収録。

1. この夜を止めてよ
2. YOU
3. Distance
4. ありがとう